# Nordische Skiweltmeisterschaften 2025/Skispringen
Bei den Nordischen Skiweltmeisterschaften 2025 in Trondheim wurden jeweils drei Wettbewerbe im Skispringen der Männer und Frauen ausgetragen.
Darüber hinaus wurde ein Mixed-Team-Wettkampf ausgetragen.

## Herren

### Normalschanze (HS 102)
Der Wettkampf fand am 1. März (Qualifikation) und 2. März (Wettkampf) auf der Normalschanze im Granåsen skisenter statt.
| Platz                               | Land                | Sportler                  | Weiten [m]  | Punkte       |
| ----------------------------------- | ------------------- | ------------------------- | ----------- | ------------ |
| 1                                   | Norwegen            | Marius Lindvik            | 108,0/104,5 | 265,5        |
| 2                                   | Deutschland         | Andreas Wellinger         | 106,5/104,5 | 263,2        |
| 3                                   | Österreich          | Jan Hörl                  | 107,0/102,0 | 256,3        |
| 4                                   | Deutschland         | Karl Geiger               | 105,5/102,0 | 252,6        |
| 5                                   | Norwegen            | Johann André Forfang      | 107,0/100,5 | 252,5        |
| 6                                   | Österreich          | Stefan Kraft              | 106,0/101,0 | 250,4        |
| 7                                   | Japan               | Ryōyū Kobayashi           | 104,0/103,5 | 250,0        |
| 8                                   | Slowenien           | Anže Lanišek              | 100,0/104,0 | 248,1        |
| 9                                   | Bulgarien           | Wladimir Sografski        | 099,5/105,0 | 244,3        |
| 10                                  | Polen               | Paweł Wąsek               | 099,0/102,0 | 234,5        |
| 11                                  | Japan               | Naoki Nakamura            | 101,0/100,0 | 233,2        |
| 12                                  | Finnland            | Antti Aalto               | 101,0/98,0  | 232,7        |
| 13                                  | Slowenien           | Lovro Kos                 | 102,0/96,0  | 232,5        |
| 14                                  | Schweiz             | Gregor Deschwanden        | 102,5/99,5  | 232,0        |
| 15                                  | Deutschland         | Philipp Raimund           | 099,0/99,0  | 231,3        |
| 16                                  | Vereinigte Staaten  | Tate Frantz               | 097,0/99,0  | 228,9        |
| 16                                  | Norwegen            | Robin Pedersen            | 101,5/99,5  | 228,9        |
| 18                                  | Slowenien           | Domen Prevc               | 100,0/96,0  | 227,1        |
| 19                                  | Polen               | Dawid Kubacki             | 100,0/95,5  | 226,8        |
| 20                                  | Polen               | Piotr Żyła                | 104,5/96,5  | 225,5        |
| 21                                  | Österreich          | Daniel Tschofenig         | 097,0/96,5  | 224,6        |
| 22                                  | Japan               | Ren Nikaidō               | 099,5/96,5  | 223,8        |
| 23                                  | Österreich          | Maximilian Ortner         | 099,0/94,5  | 223,1        |
| 24                                  | Estland             | Artti Aigro               | 098,0/95,0  | 220,1        |
| 25                                  | Vereinigte Staaten  | Erik Belshaw              | 100,0/95,5  | 219,7        |
| 26                                  | Finnland            | Kasperi Valto             | 101,5/96,5  | 218,7        |
| 27                                  | Frankreich          | Valentin Foubert          | 099,0/90,0  | 215,3        |
| 28                                  | Polen               | Aleksander Zniszczoł      | 100,0/87,0  | 211,9        |
| 29                                  | Polen               | Jakub Wolny               | 101,0/88,5  | 209,6        |
| 30                                  | Deutschland         | Pius Paschke              | 096,5/89,0  | 203,4        |
| Nach dem 1. Durchgang ausgeschieden |                     |                           |             |              |
| 31                                  | Ukraine             | Jewhen Marussjak          | 097,5       | 108,2        |
| 32                                  | Vereinigte Staaten  | Kevin Bickner             | 096,0       | 107,5        |
| 33                                  | Norwegen            | Kristoffer Eriksen Sundal | 093,5       | 107,0        |
| 34                                  | Tschechien          | Roman Koudelka            | 096,5       | 106,8        |
| 35                                  | Frankreich          | Enzo Milesi               | 095,0       | 105,9        |
| 36                                  | Schweiz             | Yanick Wasser             | 097,0       | 105,0        |
| 37                                  | Slowenien           | Timi Zajc                 | 093,0       | 103,7        |
| 38                                  | Italien             | Alex Insam                | 094,5       | 103,5        |
| 39                                  | Türkei              | Fatih Arda İpcioğlu       | 095,0       | 101,1        |
| 40                                  | Vereinigte Staaten  | Casey Larson              | 093,0       | 101,0        |
| 41                                  | Schweiz             | Killian Peier             | 091,5       | 100,4        |
| 42                                  | Schweiz             | Simon Ammann              | 092,5       | 099,0        |
| 43                                  | Ukraine             | Witalij Kalinitschenko    | 092,5       | 097,2        |
| 44                                  | Italien             | Francesco Cecon           | 091,0       | 090,8        |
| 45                                  | Estland             | Kaimar Vagul              | 090,5       | 090,2        |
| 46                                  | Finnland            | Niko Kytösaho             | 090,0       | 089,0        |
| 47                                  | Kasachstan          | Ilja Misernych            | 086,5       | 085,6        |
| 48                                  | Türkei              | Muhammed Ali Bedir        | 083,5       | 074,1        |
| DSQ                                 | Japan               | Sakutarō Kobayashi        |             |              |
| NPS                                 | Finnland            | Vilho Palosaari           |             |              |
| Nicht qualifiziert                  | Nicht qualifiziert  | Nicht qualifiziert        | Weite Quali | Punkte Quali |
| 51                                  | Kasachstan          | Danil Wassiljew           | 090,0       | 099,3        |
| 52                                  | Kasachstan          | Swjatoslaw Nasarenko      | 090,0       | 092,3        |
| 53                                  | Volksrepublik China | Zhen Weijie               | 092,0       | 092,1        |
| 54                                  | Volksrepublik China | Song Qiwu                 | 089,0       | 090,5        |
| 55                                  | Tschechien          | David Rygl                | 090,5       | 087,5        |
| 56                                  | Rumänien            | Daniel Cacina             | 087,0       | 087,0        |
| 57                                  | Tschechien          | Daniel Skarka             | 086,0       | 085,0        |
| 58                                  | Slowakei            | Hektor Kapustík           | 086,5       | 084,2        |
| 59                                  | Volksrepublik China | Lyu Yixin                 | 085,0       | 083,6        |
| 60                                  | Kasachstan          | Sabyrschan Muminow        | 083,0       | 082,2        |
| 61                                  | Volksrepublik China | Zheng Pengbo              | 078,5       | 068,2        |

### Großschanze (HS 138)
Qualifikation und Wettkampf fanden am 8. März 2025 auf der Großschanze im Granåsen skisenter statt.
| Platz                               | Land                | Sportler                  | Weiten [m]  | Punkte       |
| ----------------------------------- | ------------------- | ------------------------- | ----------- | ------------ |
| 1                                   | Slowenien           | Domen Prevc               | 138,0/140,5 | 301,8        |
| 2                                   | Österreich          | Jan Hörl                  | 134,0/137,0 | 286,6        |
| 3                                   | Japan               | Ryōyū Kobayashi           | 135,5/137,0 | 284,7        |
| 4                                   | Slowenien           | Anže Lanišek              | 132,5/136,0 | 276,4        |
| 5                                   | Deutschland         | Philipp Raimund           | 137,5/133,0 | 274,1        |
| 6                                   | Österreich          | Maximilian Ortner         | 128,5/136,0 | 268,5        |
| 7                                   | Schweiz             | Gregor Deschwanden        | 129,0/133,5 | 267,6        |
| 8                                   | Deutschland         | Andreas Wellinger         | 128,0/137,0 | 267,0        |
| 9                                   | Österreich          | Daniel Tschofenig         | 127,0/134,5 | 262,5        |
| 10                                  | Slowenien           | Lovro Kos                 | 131,5/131,5 | 257,2        |
| 11                                  | Polen               | Paweł Wąsek               | 129,5/130,5 | 256,8        |
| 12                                  | Österreich          | Stefan Kraft              | 124,5/129,5 | 253,0        |
| 13                                  | Finnland            | Antti Aalto               | 130,0/128,0 | 252,5        |
| 14                                  | Vereinigte Staaten  | Tate Frantz               | 125,0/126,0 | 248,4        |
| 15                                  | Polen               | Dawid Kubacki             | 126,0/127,5 | 245,9        |
| 15                                  | Ukraine             | Jewhen Marussjak          | 130,5/125,5 | 245,9        |
| 17                                  | Bulgarien           | Wladimir Sografski        | 126,0/124,0 | 244,2        |
| 18                                  | Estland             | Artti Aigro               | 126,5/123,5 | 237,9        |
| 19                                  | Norwegen            | Robert Johansson          | 124,5/122,0 | 237,3        |
| 20                                  | Schweiz             | Killian Peier             | 126,5/118,5 | 234,1        |
| 21                                  | Deutschland         | Karl Geiger               | 122,5/123,5 | 233,5        |
| 22                                  | Polen               | Aleksander Zniszczoł      | 122,0/122,0 | 233,2        |
| 23                                  | Finnland            | Kasperi Valto             | 124,5/119,5 | 231,8        |
| 24                                  | Schweiz             | Yanick Wasser             | 125,0/121,5 | 231,7        |
| 25                                  | Japan               | Naoki Nakamura            | 120,5/120,5 | 231,3        |
| 26                                  | Japan               | Yukiya Satō               | 125,5/121,0 | 230,8        |
| 27                                  | Polen               | Jakub Wolny               | 123,5/120,0 | 230,0        |
| 28                                  | Deutschland         | Pius Paschke              | 123,0/113,5 | 222,0        |
| 29                                  | Norwegen            | Marius Lindvik            | 138,0/DSQ   | 145,7        |
| 30                                  | Norwegen            | Johann André Forfang      | 134,5/DSQ   | 141,4        |
| Nach dem 1. Durchgang ausgeschieden |                     |                           |             |              |
| 31                                  | Italien             | Alex Insam                | 120,0       | 110,6        |
| 32                                  | Vereinigte Staaten  | Kevin Bickner             | 119,5       | 110,3        |
| 33                                  | Ukraine             | Witalij Kalinitschenko    | 120,5       | 108,9        |
| 34                                  | Italien             | Francesco Cecon           | 122,0       | 107,7        |
| 35                                  | Schweiz             | Simon Ammann              | 120,0       | 107,1        |
| 36                                  | Frankreich          | Valentin Foubert          | 119,5       | 106,4        |
| 36                                  | Finnland            | Eetu Nousiainen           | 122,0       | 106,4        |
| 38                                  | Slowenien           | Žak Mogel                 | 122,0       | 105,6        |
| 39                                  | Vereinigte Staaten  | Jason Colby               | 120,5       | 104,7        |
| 40                                  | Tschechoslowakei    | Roman Koudelka            | 120,5       | 103,9        |
| 41                                  | Vereinigte Staaten  | Erik Belshaw              | 118,0       | 101,3        |
| 42                                  | Japan               | Ren Nikaidō               | 113,5       | 098,0        |
| 43                                  | Frankreich          | Enzo Milesi               | 114,5       | 096,6        |
| 44                                  | Türkei              | Fatih Arda İpcioğlu       | 113,0       | 089,7        |
| 45                                  | Slowenien           | Timi Zajc                 | 111,5       | 085,7        |
| 46                                  | Volksrepublik China | Song Qiwu                 | 108,5       | 084,4        |
| 47                                  | Finnland            | Vilho Palosaari           | 106,5       | 079,7        |
| 48                                  | Slowakei            | Hektor Kapustík           | 100,5       | 069,7        |
| 49                                  | Estland             | Kaimar Vagul              | 100,5       | 062,9        |
| DSQ                                 | Norwegen            | Kristoffer Eriksen Sundal |             |              |
| Nicht qualifiziert                  | Nicht qualifiziert  | Nicht qualifiziert        | Weite Quali | Punkte Quali |
| 51                                  | Tschechien          | Daniel Skarka             | 110,5       | 079,1        |
| 52                                  | Kasachstan          | Ilja Misernych            | 106,0       | 076,6        |
| 53                                  | Rumänien            | Daniel Cacina             | 107,5       | 076,3        |
| 54                                  | Volksrepublik China | Zhen Weijie               | 107,0       | 074,4        |
| 55                                  | Kasachstan          | Danil Wassiljew           | 106,5       | 072,3        |
| 56                                  | Kasachstan          | Sabyrschan Muminow        | 100,5       | 065,7        |
| 57                                  | Kasachstan          | Swjatoslaw Nasarenko      | 103,0       | 062,3        |
| 58                                  | Tschechien          | David Rygl                | 099,5       | 059,3        |
| 59                                  | Türkei              | Muhammed Ali Bedir        | 098,5       | 054,5        |
| 60                                  | Volksrepublik China | Lyu Yixin                 | 096,5       | 050,1        |
| 61                                  | Volksrepublik China | Zheng Pengbo              | 085,5       | 030,7        |

### Team Großschanze (HS 138)
Der Wettkampf fand am 6. März 2025 auf der Großschanze im Granåsen skisenter statt.
| Platz                               | Land                | Sportler                                                                     | Weiten [m]                                      | Punkte |
| ----------------------------------- | ------------------- | ---------------------------------------------------------------------------- | ----------------------------------------------- | ------ |
| 1                                   | Slowenien           | Lovro Kos Domen Prevc Timi Zajc Anže Lanišek                                 | 128,5/129,5 135,0/135,5 136,5/128,0 137,0/138,0 | 1080,8 |
| 2                                   | Österreich          | Daniel Tschofenig Maximilian Ortner Stefan Kraft Jan Hörl                    | 127,0/133,0 130,5/134,5 134,0/131,0 129,5/135,0 | 1067,4 |
| 3                                   | Norwegen            | Johann Andre Forfang Robin Pedersen Kristoffer Eriksen Sundal Marius Lindvik | 128,5/137,5 123,5/130,0 124,5/134,5 137,5/138,5 | 1065,3 |
| 4                                   | Deutschland         | Karl Geiger Stephan Leyhe Philipp Raimund Andreas Wellinger                  | 127,0/119,0 122,5/127,0 135,5/135,0 132,0/133,5 | 1005,8 |
| 5                                   | Japan               | Ren Nikaidō \|Yukiya Satō Naoki Nakamura Ryōyū Kobayashi                     | 122,0/123,5 129,5/120,0 127,0/124,5 133,5/136,5 | 1011,0 |
| 6                                   | Polen               | Aleksander Zniszczoł Jakub Wolny Paweł Wąsek Dawid Kubacki                   | 116,0/125,5 121,0/124,0 131,0/131,0 127,5/124,5 | 0958,4 |
| 7                                   | Finnland            | Kasperi Valto Vilho Palosaari Niko Kytösaho Antti Aalto                      | 125,0/126,0 122,5/121,5 116,5/122,0 122,5/129,5 | 0905,2 |
| 8                                   | USA                 | Kevin Bickner Erik Belshaw Jason Colby Tate Frantz                           | 117,5/126,5 121,0/119,0 118,0/121,0 127,0/121,5 | 0888,6 |
| Nach dem 1. Durchgang ausgeschieden |                     |                                                                              |                                                 |        |
| 9                                   | Schweiz             | Yanick Wasser Simon Ammann Killian Peier Gregor Deschwanden                  | 109,5 111,5 114,0 128,0                         | 0403,4 |
| 10                                  | Kasachstan          | Swjatoslaw Nasarenko Ilja Misernych Sabyrschan Muminow Danil Wassiljew       | 096,0 102,0 101,0 104,5                         | 0271,6 |
| 11                                  | Volksrepublik China | Zhen Weijie Zheng Pengbo Lyu Yixin Song Qiwu                                 | 084,0 076,0 097,5 110,5                         | 0195,6 |

## Damen

### Normalschanze (HS 102)
Der Wettkampf fand am 27. und 28. Februar (Qualifikation bzw. Wettkampf) auf der Normalschanze im Granåsen skisenter statt.
| Platz                               | Land                | Sportler                   | Weiten [m]  | Punkte       |
| ----------------------------------- | ------------------- | -------------------------- | ----------- | ------------ |
| 1                                   | Slowenien           | Nika Prevc                 | 098,0/100,0 | 259,2        |
| 2                                   | Deutschland         | Selina Freitag             | 099,0/103,5 | 263,2        |
| 3                                   | Norwegen            | Anna Odine Strøm           | 099,0/96,5  | 246,6        |
| 4                                   | Norwegen            | Eirin Maria Kvandal        | 098,5/101,5 | 242,9        |
| 5                                   | Kanada              | Alexandria Loutitt         | 101,0/95,5  | 236,7        |
| 5                                   | Kanada              | Abigail Strate             | 104,5/94,5  | 236,7        |
| 7                                   | Österreich          | Eva Pinkelnig              | 100,0/94,5  | 227,9        |
| 8                                   | Österreich          | Jacqueline Seifriedsberger | 091,0/93,5  | 217,4        |
| 9                                   | Japan               | Yūki Itō                   | 097,0/90,0  | 214,2        |
| 10                                  | Deutschland         | Agnes Reisch               | 092,0/99,0  | 213,6        |
| 11                                  | Österreich          | Lisa Eder                  | 087,0/99,0  | 211,0        |
| 12                                  | Frankreich          | Joséphine Pagnier          | 093,0/97,5  | 210,4        |
| 13                                  | Slowenien           | Ema Klinec                 | 092,5/91,0  | 208,2        |
| 14                                  | Japan               | Sara Takanashi             | 090,5/97,5  | 205,2        |
| 15                                  | Italien             | Lara Malsiner              | 094,5/90,0  | 200,8        |
| 16                                  | Norwegen            | Heidi Dyhre Traaserud      | 094,5/89,0  | 199,9        |
| 17                                  | Japan               | Nozomi Maruyama            | 092,5/92,5  | 195,6        |
| 18                                  | Vereinigte Staaten  | Annika Belshaw             | 094,0/92,0  | 193,3        |
| 19                                  | Deutschland         | Katharina Schmid           | 090,0/86,5  | 190,8        |
| 20                                  | Österreich          | Julia Mühlbacher           | 092,0/87,0  | 189,8        |
| 21                                  | Kanada              | Nicole Maurer              | 089,0/95,0  | 187,7        |
| 22                                  | Italien             | Annika Sieff               | 089,0/91,5  | 183,2        |
| 22                                  | Volksrepublik China | Liu Qi                     | 093,5/91,5  | 183,2        |
| 24                                  | Japan               | Yūka Setō                  | 096,0/80,5  | 178,3        |
| 25                                  | Frankreich          | Emma Chervet               | 093,0/85,5  | 177,0        |
| 26                                  | Vereinigte Staaten  | Paige Jones                | 089,5/91,0  | 176,9        |
| 27                                  | Deutschland         | Juliane Seyfarth           | 090,0/85,5  | 175,3        |
| 28                                  | Tschechien          | Veronika Jenčová           | 088,5/89,0  | 172,2        |
| 29                                  | Polen               | Anna Twardosz              | 088,5/85,5  | 168,4        |
| 30                                  | Slowenien           | Katra Komar                | 089,5/77,5  | 149,9        |
| Nach dem 1. Durchgang ausgeschieden |                     |                            |             |              |
| 31                                  | Slowenien           | Tina Erzar                 | 088,0       | 085,8        |
| 32                                  | Finnland            | Jenny Rautionaho           | 085,5       | 083,4        |
| 33                                  | Finnland            | Julia Kykkänen             | 083,5       | 080,6        |
| 34                                  | Schweden            | Frida Westman              | 085,0       | 077,2        |
| 35                                  | Tschechien          | Karolína Indráčková        | 080,5       | 074,1        |
| 36                                  | Volksrepublik China | Weng Yangning              | 083,5       | 070,5        |
| 37                                  | Tschechien          | Anežka Indráčková          | 079,5       | 067,6        |
| 38                                  | Italien             | Martina Ambrosi            | 077,0       | 064,9        |
| DSQ                                 | Norwegen            | Ingvild Synnøve Midtskogen |             |              |
| DNS                                 | Deutschland         | Luisa Görlich              |             |              |
| Nicht qualifiziert                  | Nicht qualifiziert  | Nicht qualifiziert         | Weite Quali | Punkte Quali |
| 41                                  | Italien             | Jessica Malsiner           | 084,5       | 092,7        |
| 42                                  | Tschechien          | Klára Ulrichová            | 086,5       | 091,2        |
| 43                                  | Rumänien            | Daniela Haralambie         | 086,0       | 090,8        |
| 44                                  | Volksrepublik China | Dong Bing                  | 085,5       | 086,4        |
| 45                                  | Slowakei            | Kira Mária Kapustíková     | 085,5       | 084,9        |
| 46                                  | Ukraine             | Schanna Hluchowa           | 082,5       | 083,3        |
| 47                                  | Vereinigte Staaten  | Josie Johnson              | 081,5       | 082,5        |
| 48                                  | Schweiz             | Sina Arnet                 | 081,5       | 081,5        |
| 49                                  | Polen               | Nicole Konderla            | 079,5       | 079,5        |
| 50                                  | Volksrepublik China | Zhou Shiyu                 | 079,0       | 076,5        |
| 51                                  | Slowakei            | Tamara Mesiková            | 077,0       | 076,1        |
| 52                                  | Schweiz             | Rea Kindlimann             | 079,5       | 074,6        |
| 53                                  | Schweden            | Jenny Forsberg             | 080,0       | 073,6        |
| 54                                  | Kasachstan          | Aljona Swiridenko          | 076,5       | 067,9        |
| 55                                  | Vereinigte Staaten  | Sandra Sproch              | 075,5       | 065,2        |
| 56                                  | Polen               | Pola Bełtowska             | 071,5       | 062,6        |
| 57                                  | Ukraine             | Tetjana Pylyptschuk        | 071,5       | 055,2        |
| 58                                  | Kasachstan          | Weronika Schischkina       | 068,0       | 051,2        |
| 59                                  | Kasachstan          | Anastasia Gorunowa         | 062,5       | 034,3        |
| 60                                  | Kasachstan          | Wiktoria Rulewa            | 060,0       | 033,6        |

### Großschanze (HS 138)
Der Wettkampf fand am 6. und 7. März (Qualifikation bzw. Wettkampf) auf der Großschanze im Granåsen skisenter statt. Es fand nur ein Wertungsdurchgang statt.
| Platz              | Land                | Sportler                   | Weiten [m]  | Punkte       |
| ------------------ | ------------------- | -------------------------- | ----------- | ------------ |
| 1                  | Slowenien           | Nika Prevc                 | 134,5       | 150,9        |
| 2                  | Deutschland         | Selina Freitag             | 131,0       | 136,7        |
| 3                  | Norwegen            | Eirin Maria Kvandal        | 136,0       | 132,4        |
| 4                  | Österreich          | Eva Pinkelnig              | 126,0       | 125,0        |
| 5                  | Norwegen            | Anna Odine Strøm           | 120,5       | 120,7        |
| 6                  | Österreich          | Lisa Eder                  | 122,5       | 117,7        |
| 7                  | Japan               | Nozomi Maruyama            | 128,0       | 114,3        |
| 8                  | Österreich          | Jacqueline Seifriedsberger | 119,0       | 114,1        |
| 9                  | Japan               | Yūki Itō                   | 120,0       | 112,0        |
| 10                 | Kanada              | Alexandria Loutitt         | 119,0       | 109,8        |
| 11                 | Kanada              | Abigail Strate             | 122,0       | 107,4        |
| 12                 | Japan               | Sara Takanashi             | 124,5       | 107,0        |
| 13                 | Deutschland         | Juliane Seyfarth           | 123,0       | 104,3        |
| 14                 | Deutschland         | Agnes Reisch               | 115,5       | 098,1        |
| 15                 | Slowenien           | Ema Klinec                 | 112,0       | 096,2        |
| 16                 | Norwegen            | Heidi Dyhre Traaserud      | 109,0       | 092,5        |
| 17                 | Italien             | Lara Malsiner              | 113,0       | 092,4        |
| 18                 | Österreich          | Julia Mühlbacher           | 116,0       | 089,1        |
| 19                 | Deutschland         | Katharina Schmid           | 100,5       | 088,1        |
| 20                 | Frankreich          | Joséphine Pagnier          | 112,5       | 087,5        |
| 21                 | Volksrepublik China | Liu Qi                     | 111,0       | 082,3        |
| 22                 | Tschechien          | Karolína Indráčková        | 103,0       | 080,5        |
| 23                 | Vereinigte Staaten  | Paige Jones                | 106,0       | 080,2        |
| 24                 | Kanada              | Nicole Maurer              | 111,5       | 079,0        |
| 24                 | Finnland            | Julia Kykkänen             | 108,0       | 079,0        |
| 26                 | Vereinigte Staaten  | Annika Belshaw             | 108,0       | 077,6        |
| 27                 | Finnland            | Jenny Rautionaho           | 108,5       | 077,4        |
| 28                 | Schweden            | Frida Westman              | 102,5       | 077,2        |
| 29                 | Volksrepublik China | Dong Bing                  | 109,5       | 076,5        |
| 30                 | Tschechien          | Veronika Jenčová           | 105,0       | 073,3        |
| 31                 | Japan               | Yūka Setō                  | 105,5       | 072,0        |
| 32                 | Polen               | Pola Bełtowska             | 105,0       | 070,2        |
| 33                 | Italien             | Martina Zanitzer           | 103,5       | 066,9        |
| 34                 | Volksrepublik China | Weng Yangning              | 106,0       | 064,7        |
| 35                 | Vereinigte Staaten  | Josie Johnson              | 101,0       | 063,5        |
| 36                 | Polen               | Anna Twardosz              | 099,5       | 060,0        |
| 37                 | Italien             | Jessica Malsiner           | 088,0       | 050,7        |
| 38                 | Tschechien          | Anežka Indráčková          | 097,0       | 047,3        |
| 39                 | Frankreich          | Emma Chervet               | 088,5       | 040,2        |
| DSQ                | Norwegen            | Ingvild Synnøve Midtskogen |             |              |
| Nicht qualifiziert | Nicht qualifiziert  | Nicht qualifiziert         | Weite Quali | Punkte Quali |
| 41                 | Italien             | Annika Sieff               | 101,0       | 064,9        |
| 42                 | Slowenien           | Tina Erzar                 | 097,0       | 062,6        |
| 43                 | Schweiz             | Sina Arnet                 | 099,0       | 060,4        |
| 44                 | Slowenien           | Katra Komar                | 098,0       | 059,5        |
| 45                 | Polen               | Nicole Konderla            | 097,5       | 057,1        |
| 46                 | Tschechien          | Klára Ulrichová            | 098,5       | 056,7        |
| 47                 | Slowakei            | Kira Mária Kapustíková     | 096,5       | 050,5        |
| 48                 | Volksrepublik China | Pan Yutong                 | 096,0       | 048,0        |
| 49                 | Slowakei            | Tamara Mesiková            | 088,0       | 045,7        |
| 50                 | Vereinigte Staaten  | Samantha Macuga            | 091,5       | 045,4        |
| 51                 | Rumänien            | Daniela Haralambie         | 089,5       | 044,8        |
| 52                 | Schweiz             | Rea Kindlimann             | 089,5       | 041,0        |
| 53                 | Ukraine             | Schanna Hluchowa           | 085,0       | 031,5        |
| 54                 | Kasachstan          | Aljona Swiridenko          | 084,0       | 030,8        |
| 55                 | Ukraine             | Tetjana Pylyptschuk        | 075,0       | 09,9         |
| 56                 | Kasachstan          | Weronika Schischkina       | 067,0       | 01,3         |
| 57                 | Kasachstan          | Anastasia Gorunowa         | 065,0       | 00,0         |
| 57                 | Kasachstan          | Wiktoria Rulewa            | 061,0       | 00,0         |

Bei Unterschreitung der Null-Punkte-Grenze werden keine Punkte vergeben. Rechnerisch hätte Gorunowa −7,1 Punkte erhalten, Rulewa hingegen −11,7.

### Team Normalschanze (HS 102)
Der Wettkampf fand am 1. März auf der Normalschanze im Granåsen skisenter statt.
| Platz                               | Land                | Sportlerinnen                                                                         | Weiten [m]                                   | Punkte |
| ----------------------------------- | ------------------- | ------------------------------------------------------------------------------------- | -------------------------------------------- | ------ |
| 1                                   | Norwegen            | Anna Odine Strøm Ingvild Synnøve Midtskogen Heidi Dyhre Traaserud Eirin Maria Kvandal | 100,5/102,0 088,5/94,5 094,0/89,0 098,5/95,0 | 904,5  |
| 2                                   | Österreich          | Lisa Eder Julia Mühlbacher Jacqueline Seifriedsberger Eva Pinkelnig                   | 095,5/95,5 089,0/91,5 097,5/96,0 096,0/92,0  | 885,1  |
| 3                                   | Deutschland         | Juliane Seyfarth Katharina Schmid Agnes Reisch Selina Freitag                         | 093,5/79,0 091,5/86,0 099,5/90,0 095,5/96,0  | 846,5  |
| 4                                   | Slowenien           | Ema Klinec Tina Erzar Katra Komar Nika Prevc                                          | 090,5/88,5 087,5/87,0 080,5/79,5 102,5/90,0  | 792,9  |
| 5                                   | Japan               | Nozomi Maruyama Yūka Setō Yūki Itō Sara Takanashi                                     | 080,0/84,0 087,5/89,0 091,5/83,0 095,5/83,0  | 756,2  |
| 6                                   | Italien             | Annika Sieff Jessica Malsiner Martina Ambrosi Lara Malsiner                           | 082,5/81,0 078,0/81,0 078,0/78,5 093,5/82,0  | 653,6  |
| 7                                   | Vereinigte Staaten  | Paige Jones Josie Johnson Sandra Sproch Annika Belshaw                                | 083,5/87,5 078,5/81,5 069,5/70,0 087,5/82,0  | 613,7  |
| 8                                   | Volksrepublik China | Weng Yangning Zhou Shiyu Dong Bing Liu Qi                                             | 086,5/72,0 070,5/75,0 083,0/78,5 085,0/83,0  | 587,3  |
| Nach dem 1. Durchgang ausgeschieden |                     |                                                                                       |                                              |        |
| 9                                   | Finnland            | Jenny Rautionaho Minja Korhonen Heta Hirvonen Julia Kykkänen                          | 080,0 073,5 075,5 079,0                      | 280,8  |
| 10                                  | Tschechien          | Anežka Indráčková Klára Ulrichová Veronika Jenčová Karolína Indráčková                | 070,5 076,5 076,0 077,0                      | 266,8  |
| 11                                  | Polen               | Joanna Kil Pola Bełtowska Nicole Konderla Anna Twardosz                               | 057,5 077,0 076,5 084,5                      | 238,9  |
| 12                                  | Kasachstan          | Wiktoria Rulewa Anastasia Gorunowa Aljona Swiridenko Weronika Schischkina             | 058,0 064,0 064,0 055,0                      | 112,9  |

## Mixed

### Team Großschanze (HS 138)
Der Wettkampf fand am 5. März auf der Großschanze im Granåsen skisenter statt.
| Platz                               | Land                | Sportlerinnen                                                                | Weiten [m]                                      | Punkte |
| ----------------------------------- | ------------------- | ---------------------------------------------------------------------------- | ----------------------------------------------- | ------ |
| 1                                   | Norwegen            | Anna Odine Strøm Marius Lindvik Eirin Maria Kvandal Johann André Forfang     | 121,5/132,0 135,0/132,5 128,0/131,5 134,5/135,5 | 1020,4 |
| 2                                   | Slowenien           | Ema Klinec Domen Prevc Nika Prevc Anže Lanišek                               | 104,5/103,0 130,5/138,5 133,5/136,0 134,0/141,0 | 0959,3 |
| 3                                   | Österreich          | Eva Pinkelnig Stefan Kraft Jacqueline Seifriedsberger Jan Hörl               | 110,0/114,5 130,5/132,5 117,0/117,5 134,0/139,0 | 0906,8 |
| 4                                   | Deutschland         | Katharina Schmid Philipp Raimund Selina Freitag Andreas Wellinger            | 111,5/109,0 125,0/138,0 123,0/120,5 125,5/139,0 | 0899,0 |
| 5                                   | Japan               | Yūki Itō Ren Nikaidō Sara Takanashi Ryōyū Kobayashi                          | 106,0/107,5 123,0/117,0 108,0/103,0 133,5/134,0 | 0785,8 |
| 6                                   | Vereinigte Staaten  | Paige Jones Kevin Bickner Annika Belshaw Tate Frantz                         | 104,0/101,5 121,5/122,5 107,5/103,5 127,0/129,0 | 0739,1 |
| 7                                   | Finnland            | Julia Kykkänen Kasperi Valto Jenny Rautionaho Antti Aalto                    | 091,0/96,0 118,0/122,0 096,5/100,0 126,5/127,0  | 0656,0 |
| 8                                   | Polen               | Pola Bełtowska Dawid Kubacki Anna Twardosz Aleksander Zniszczoł              | 083,0/89,5 119,5/122,5 105,5/100,0 118,0/123,0  | 0636,9 |
| Nach dem 1. Durchgang ausgeschieden |                     |                                                                              |                                                 |        |
| 9                                   | Italien             | Annika Sieff Francesco Cecon Lara Malsiner Alex Insam                        | 097,5 104,5 097,0 117,5                         | 0283,3 |
| 9                                   | Frankreich          | Emma Chervet Enzo Milesi Joséphine Pagnier Valentin Foubert                  | 089,5 113,5 092,0 116,0                         | 0283,3 |
| 11                                  | Schweiz             | Sina Arnet Killian Peier Rea Kindlimann Gregor Deschwanden                   | 077,0 117,0 082,0 128,0                         | 0258,9 |
| 12                                  | Volksrepublik China | Weng Yangning Zhen Weijie Liu Qi Song Qiwu                                   | 085,0 094,5 102,0 114,5                         | 0231.3 |
| 13                                  | Tschechien          | Klára Ulrichová Daniel Skarka Karolína Indráčková Roman Koudelka             | 086,0 101,5 088,0 102,5                         | 0202,2 |
| 14                                  | Ukraine             | Tetjana Pylyptschuk Witalij Kalinitschenko Schanna Hluchowa Jewhen Marussjak | 060,0 110,5 086,5 112,5                         | 0198,7 |
| 15                                  | Kasachstan          | Weronika Schischkina Ilja Misernych Aljona Swiridenko Danil Wassiljew        | 058,0 102,5 073,0 103,0                         | 0138,7 |

Für die Springerinnen Pylyptschuk und Schischkina hätten sich rechnerisch negative Punktzahlen ergeben. Sie wurden für das Mannschaftsergebnis mit null Punkten gewertet.

## Abkürzungen
DSQ = Disqualifiziert wegen nicht regelkonformer Ausrüstung bei Kontrolle nach dem Sprung

NPS = Startverbot wegen nicht regelkonformer Ausrüstung bei Kontrolle vor dem Sprung

DNS = nach erfolgreicher Qualifikation nicht zum Wettkampf angetreten